# Хорунжівський заказник
Хорунжівський — гідрологічний заказник місцевого значення в Україні. Об'єкт природно-заповідного фонду Полтавської області.
Розташований у Козельщинському районі Полтавської області, поблизу села Омельниче у долині річки Рудька.
Площа 25 га, створений відповідно до Рішення Полтавської облради від 20.12.1993 р. Перебуває у Віданні Козельщинської селищної ради.

## Галерея

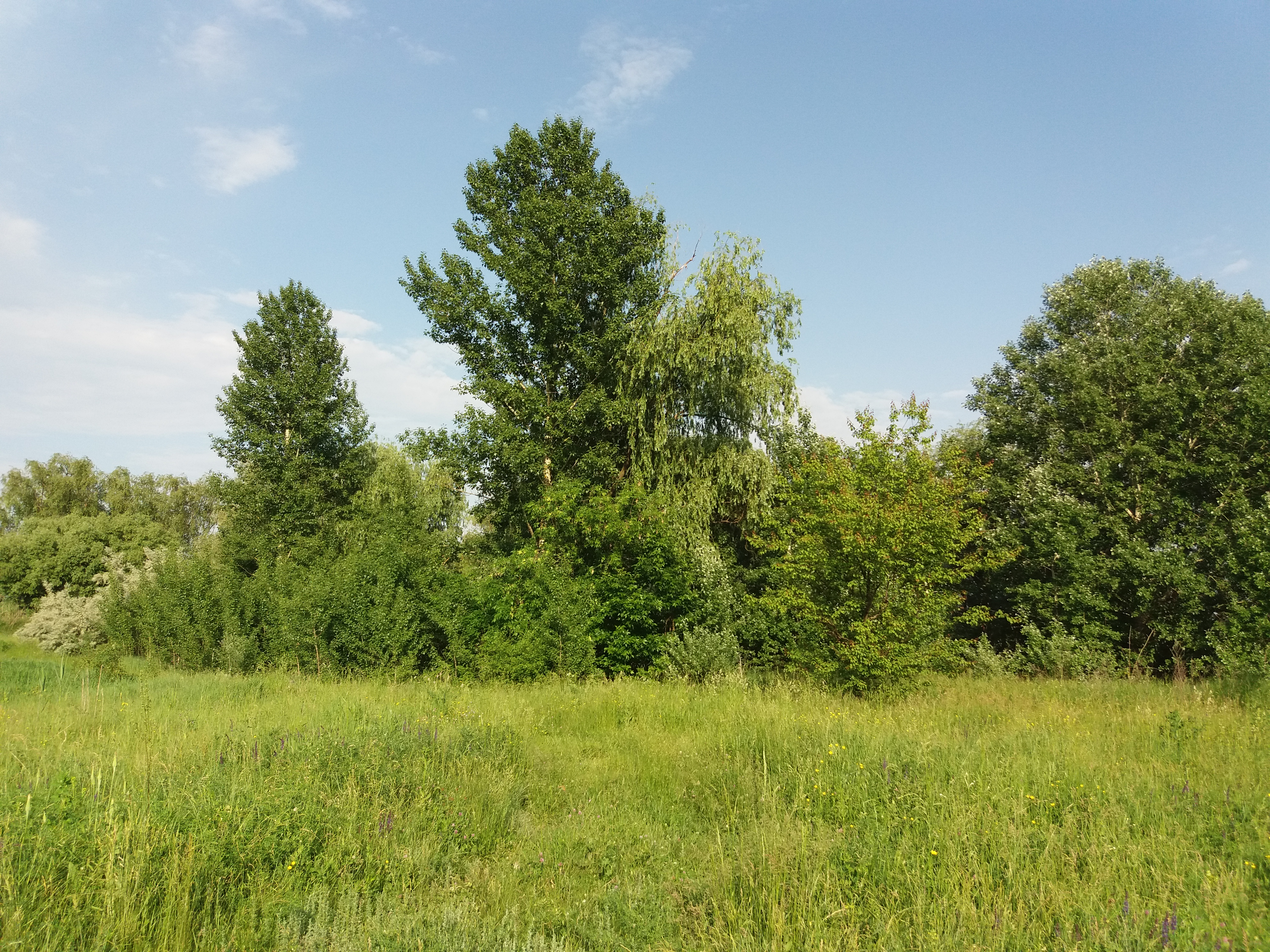
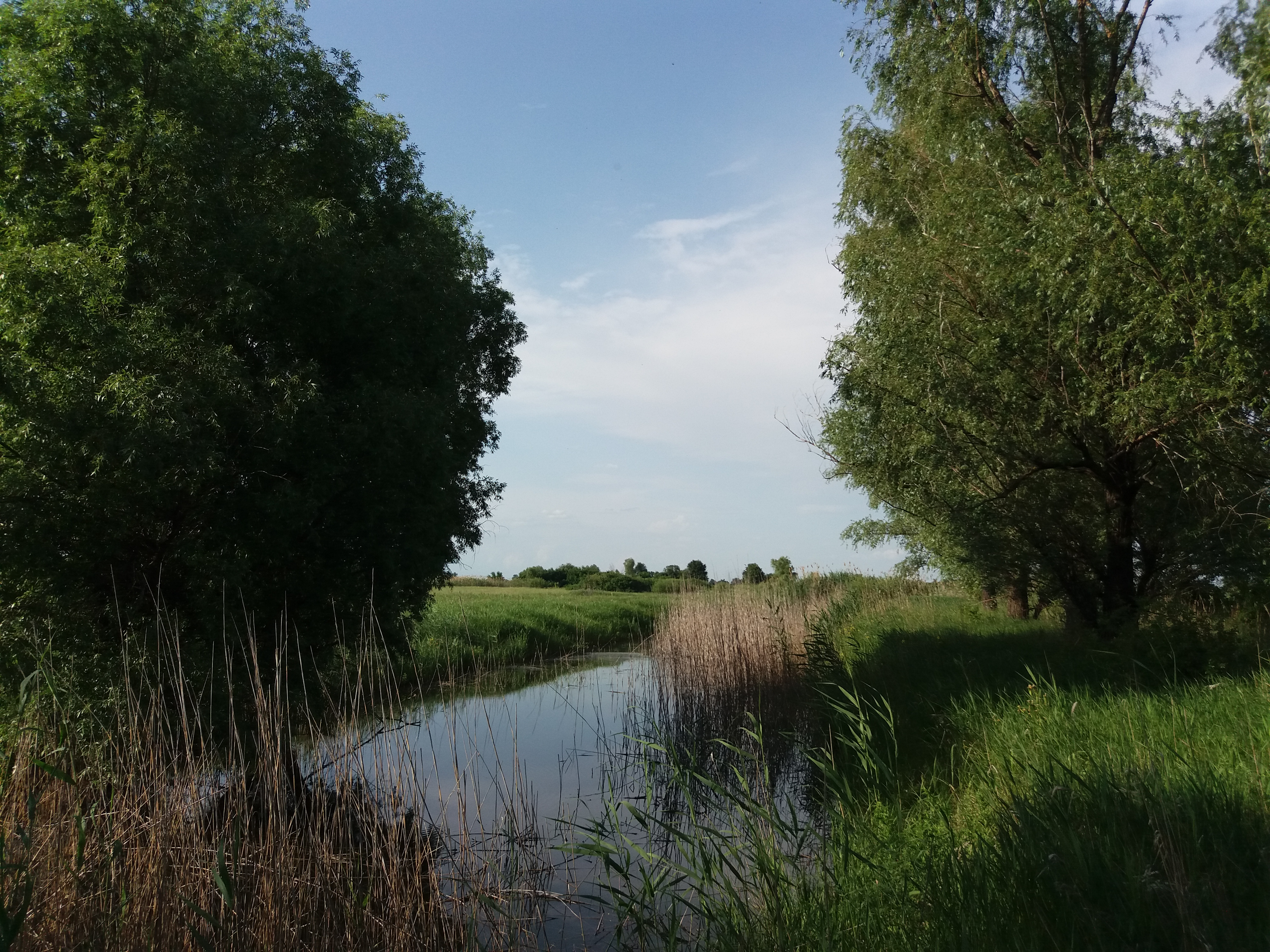
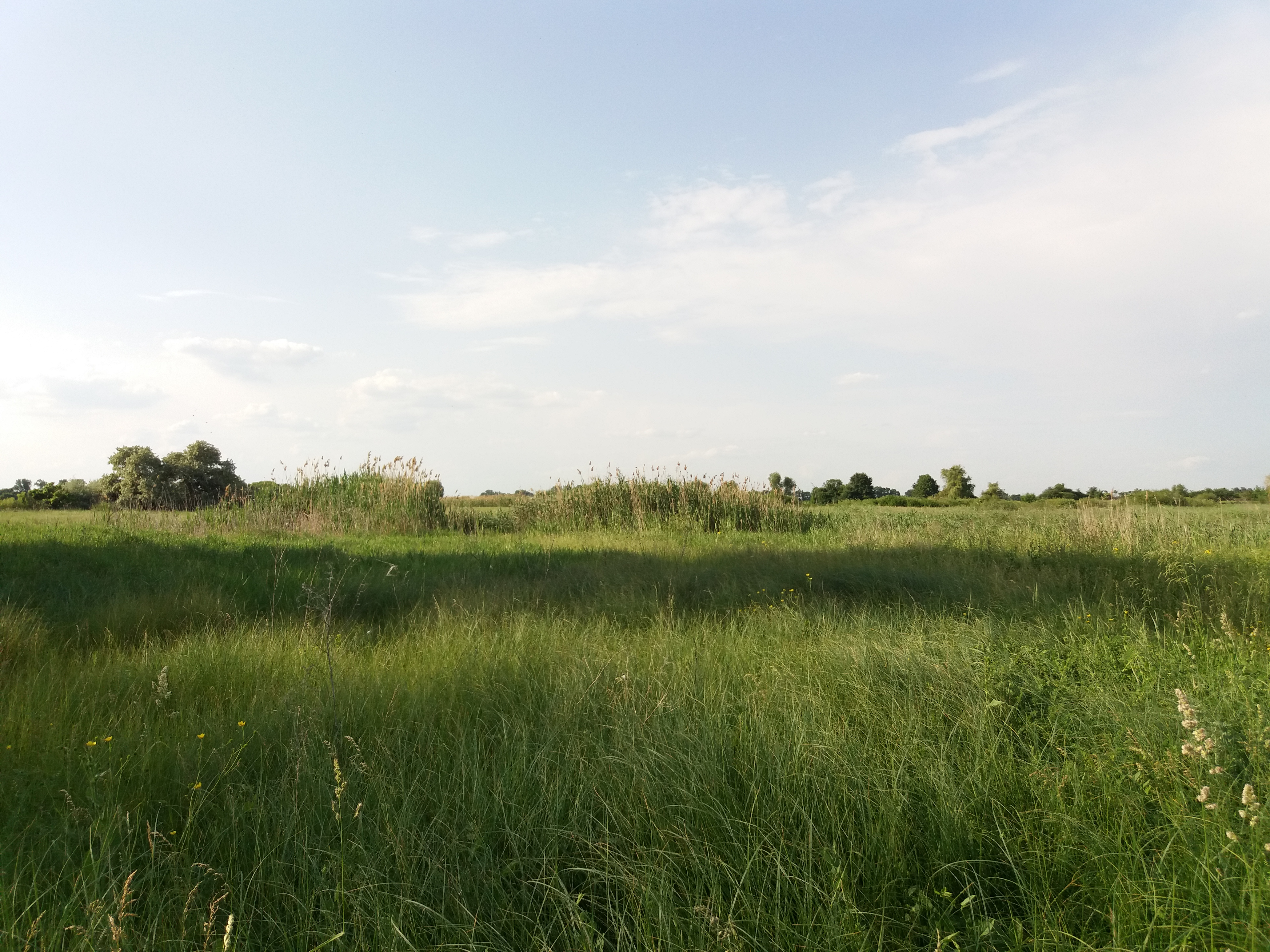
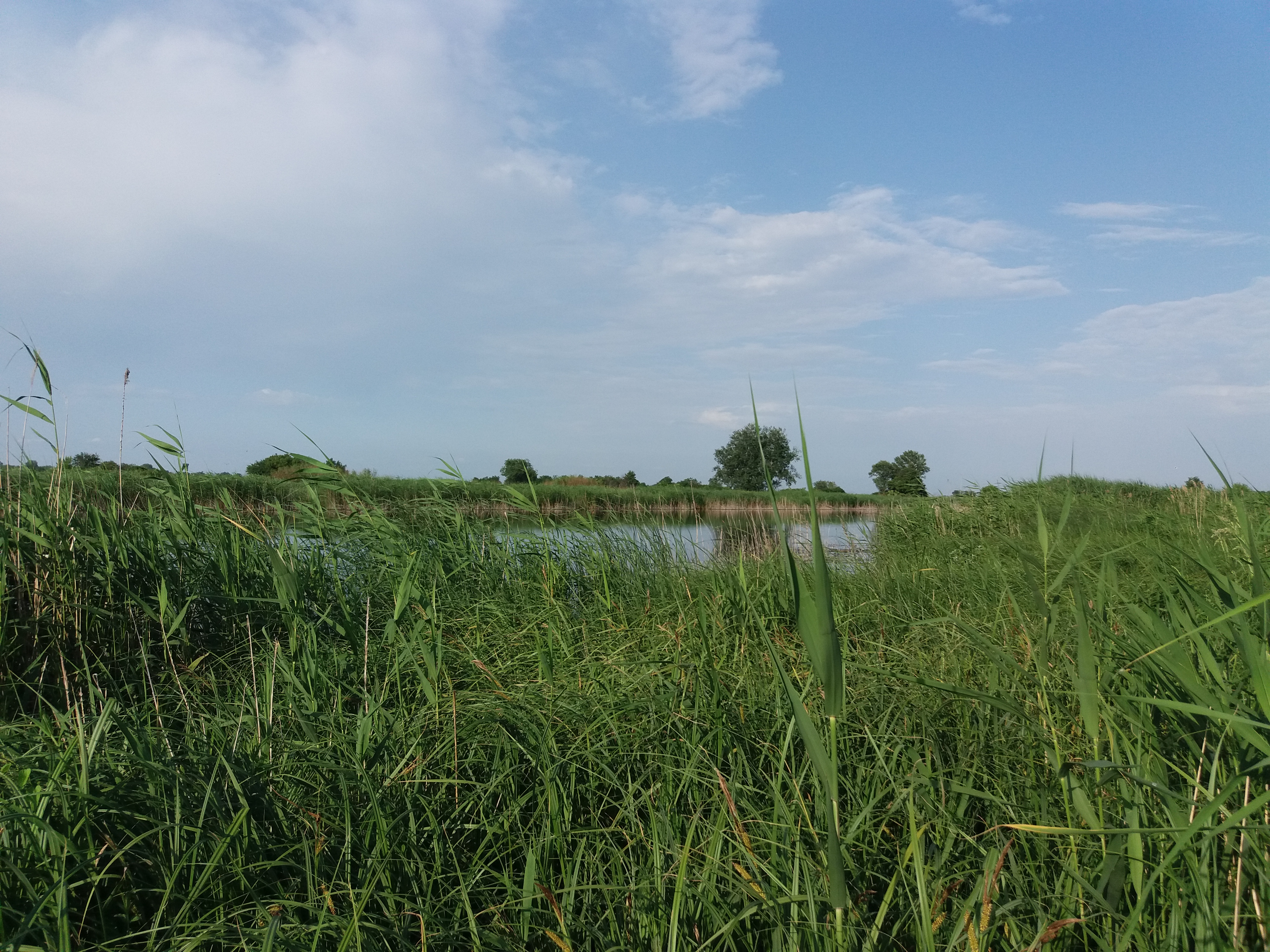